# Die Toten Hosen
Die Toten Hosen (dansk: "de døde bukser"), er en tysk punkrockgruppe, som blev dannet i 1982. Den består af Campino (Andreas Frege), Kuddel (Andreas von Holst), Vom (Stephen Ritchie), Andi (Andreas Meurer) og Breiti (Michael Breitkopf).

## Diskografi
| År   | Navn                                         |
| ---- | -------------------------------------------- |
| 1983 | Opel-Gang                                    |
| 1984 | Unter falscher Flagge                        |
| 1996 | Damenwahl                                    |
| 1987 | Never Mind the Hosen, Here's Die Roten Rosen |
| 1988 | Ein kleines bisschen Horrorschau             |
| 1990 | Auf dem Kreuzzug ins Glück                   |
| 1991 | Learning English Lesson 1                    |
| 1993 | Kauf MICH!                                   |
| 1996 | Opium fürs Volk                              |
| 1998 | Wir warten auf's Christkind...               |
| 1999 | Unsterblich                                  |
| 2002 | Auswärtsspiel                                |
| 2004 | Zurück zum Glück                             |
| 2008 | In aller Stille                              |
| 2012 | Ballast der Republik                         |
| 2017 | Laune der natur + Learning English Lesson 2  |

| Musik | Spire Denne musikartikel er en spire som bør udbygges. Du er velkommen til at hjælpe Wikipedia ved at udvide den. |